# Philipp Jakob Röth
Philipp Jakob Heinrich Roeth, auch Rötch bzw. Roetch, (* 6. März 1779 in München; † 27. Januar 1850 ebenda) war ein deutscher Violoncellospieler, Komponist und Kapellmeister.
Röth erlernte beim Königlich bayerischen Hofmusiker Schwarz das Cellospielen. Komposition studierte er bei Peter von Winter in München. Überwiegend bildete Röth sich jedoch als Autodidakt aus, indem er Partituren älterer und zeitgenössischer Meister studierte, z. B. jene Mozarts, Haydns und Cherubinis.
Bereits seine ersten Kompositionsversuche (Lieder, Variationen für Flöte) brachte er in Wien bei Artaria heraus. Dann schuf er verschiedene Konzerte, die Beifall fanden.
Seine erste Oper Holnara kam 1809 auf dem Königlichen Hoftheater München heraus, eine zweite sehr erfolgreiche war dann Der Pächter Robert. 1796 wurde Röth als Königlicher Hofmusikus angestellt. Auch in der Kirchenmusik hat er sich dann versucht.